# Фридрих Тута
Фридрих Тута (нем. Friedrich Tuta; 1269 — 16 августа 1291) — маркграф Ландсберга с 1285 года, маркграф Лужицкий с 1288 года, а также правитель маркграфства Мейсен, из династии Веттинов. Происхождение и значение прозвища «Тута» неизвестно.

## Биография
В 1285 году наследовал отцу в Ландсберге, владея значительной частью Остерланда (в том числе Лейпциг, Гримма, Вейсенфельс).
Фридрих Тута был втянут в свары в доме Веттин. После смерти, в 1288 году, деда — Генриха Светлейшего были вакантны Лужицкая марка и маркграфство Мейсен. Но на них претендовали также его дядья Фридрих Клемм, Альбрехт II Тюрингский и сыновья последнего.
Произошел раздел владений, причем Лужица была разделена с Дицманном, сыном Альбрехта Тюрингского, а маркграфство Мейсен с дядьями Альбрехтом и с Фридрихом Клемом. После раздела Фридрих постарался полностью объединить маркграфство Мейсен, купив окрестности Дрездена у дяди Фридриха Клемма. Это ему удалось к 1289 году.
Но 16 августа 1291 года в возрасте 22 лет Фридрих Тута умер в замке Хиршштайн. По одной из версии отравившись вишней. Это нашло отражение в песне «Mit dem ist nicht gut Kirschen essen…» («С ним плохо вишни есть…»)
После его смерти значительная часть перешла к родственникам: Лужиция — Дицману, Лансберг — Альбрехту.

## Семья и дети
Муж с 1287 года Катерины (1267—1310), дочери Генриха I Нижнебаварского. У них было два ребёнка:
- сын ( — к 1291)
- Елизавета (1288/1291 — ок. 1303) Невеста ок. 1303 Болько II Мюнстербергского